# Jacques Bainville
Jacques Bainville (Vincennes, 1879 - París, 1936) va ser un historiador i periodista francès. Monàrquic incondicional i líder del partit dretà Action Française.
Nascut a Vincennes. Seguidor de Charles Maurras, va fundar Action Française.
Destacava per la seva germanofòbia Remarcava la importància (per a França) de la debilitat alemanya i propugnava el retorn a la situació anterior a la Guerra Franco-Prussiana.
La seva obra Les Conséquences politiques de la paix (Conseqüències Polítiques de la Pau, 1920), on tractava de contestar el punt de vista de John Maynard Keynes' sobre el Tractat de Versailles, va ser traduït a l'alemany durant el nazisme i presentat com l'evidència tenia com a missió la destrucció d'Alemanya.
Bainville va ser nominat per ocupar un seient a l'Académie française el 1936, però no el va ocupar, ja que morí poc després.